# 松沢義章
松沢 義章（まつざわ よしあきら、寛政3年（1791年） - 万延2年2月2日（1861年3月12日））は、江戸時代後期の国学者。通称は四郎左衛門。号は鵞湖山人・春秋廼舎など。

## 生涯
信濃国上諏訪宿で金銀、鼈甲を商う松沢四郎右衛門の子として生まれる。屋号は丸屋。先祖は飯田城下の商人で、江戸と諏訪・飯田の間を行商し、儒学を佐藤一斎に学ぶ。天保4年（1833年）43歳で平田篤胤に入門して国学を学ぶ。『春秋左氏伝』に造詣が深く、天保9年（1838年）に『春秋大意』を著し、西晋の杜預による『春秋経伝集解』に誤謬があることを指摘した。江戸では高野長英・最上徳内・平田銕胤、諏訪では飯田武郷らと親交を持った。また尊王を主唱し、諏訪から伊那谷にかけての天竜川筋の国学尊王論の祖と言われる。
多才で知られ、朝鮮語の研究も行い、諺文で和歌を記したり、蒸気風呂釜を考案して幕府に没収されるなどした。晩年は諏訪大社など地方史の研究も行い、「洲羽国考」・「洲羽古陵考」・「奉令集」・「顕幽本義」などの著書がある。万延2年（1861年）没。地蔵寺に葬られた。